# Battaglia della laguna del Koromokina
La battaglia della laguna del Koromokina fu una battaglia combattuta tra gli Stati Uniti d'America e l'Impero giapponese tra il 7 e l'8 novembre 1943, nelle prime fasi della campagna di Bougainville.

## Antefatti
Come risposta allo sbarco alleato del 1º novembre 1943, il generale Hitoshi Imamura, comandante dell'8ª Armata giapponese di stanza a Rabaul, decise di attaccare la testa di ponte alleata.
Fu organizzata una forza di 850 uomini, provenienti da diversi reggimenti della 17ª Divisione, quali la 5ª e la 6ª compagnia, il 53° e il 54º reggimento di fanteria, un plotone dalla 7ª compagnia, una compagnia di mitraglieri sempre dal 54º reggimento di fanteria, oltre a diverse truppe ausiliarie.
La flotta salpò da Rabaul la notte del 1º novembre. Tuttavia, la sconfitta subita nella battaglia della baia dell'imperatrice Augusta convinse i giapponesi a rimandare l'attacco e la flotta fu richiamata alla base. Un nuovo tentativo previsto per il 5 novembre fu annullato a seguito dei raid aerei contro Rabaul. La forza da sbarco lasciò finalmente Rabaul il 6 novembre. Le truppe erano imbarcate sui cacciatorpediniere Amagiri, Uzuki, Yunagi e Fumizuki, scortati dagli incrociatori leggeri Agano e Noshiro e dai cacciatorpediniere Urakaze, Kazagumo, Wakatsuki, Makinami, Naganami, Onami e Hayanami.

## La battaglia
Poco dopo la mezzanotte del 7 novembre, il convoglio entrò nella zona prefissata, ma un primo tentativo di sbarco fu frettolosamente abortito in quanto le navi giapponesi si trovarono la strada sbarrata da quelle alleate. I cacciatorpediniere si diressero a nord, proseguendo vicino alla linea costiera, per tentare un secondo sbarco. Le navi alla fine si fermarono a circa due miglia fuori dalle spiaggia di Atsinima Bay, con le forze da sbarco che raggiunsero la costa su 21 tra chiatte, cutter e barche a motore. Inizialmente i soldati giapponesi, sbarcati tra il fiume Laruma e la laguna del fiume Koromokina, non incontrarono alcuna resistenza. Secondo i piani allo sbarco avrebbe dovuto accompagnarsi un bombardamento navale contro la costa, ma la presenza di navi alleate nelle vicinanze ne impedì l'esecuzione. Dopo che una chiatta giapponese fu avvistata 6,4 km a nord di Capo Torokina, gli statunitensi mandarono in ricognizione una PT boat. Comunque, la 3rd Marine Division segnalò che c'erano stati sbarchi lungo tutta la costa e che i marines avevano già ingaggiato scontri a fuoco contro i giapponesi. Il reparto artiglieria del 12th Marine Regiment, i cannoni approntati per la difesa costiera e le batterie contraerei da 90 mm (3,5") dell'3rd Defense Battalion aprirono il fuoco contro le forze giapponesi intente nello sbarco. Gli sbarchi giapponesi risultarono sparsi su un'area molto vasta, effetto tipico degli sbarchi notturni con mare mosso. Impossibilitati a radunarsi, i giapponesi furono costretti ad affrontare le truppe statunitensi in piccole unità. Il primo attacco registrato fu condotto da meno di 100 soldati giapponesi. Il 3rd Battalion del 9th Marine Regiment, sotto al comando del tenente colonnello Walter Asmuth, Jr., fu incaricato di fermare l'avanzata nemica. L'artiglieria fornì fuoco di supporto lungo il perimetro dell'area di sbarco e lungo la spiaggia. Alle 08:20, la Compagnia K del 3rd Battalion, assieme ad un plotone delle Regimental Weapon Company, avanzò per tentare di rallentare il contrattacco giapponese. A circa 140 m dalla linea di battaglia principale, i marines si scontarono con l'avanguardia della forza nemica. I giapponesi, nel tentativo di sfuggire al fuoco dell'artiglieria, iniziarono a scavare rapidamente e, approfittando di alcune trincee e postazioni abbandonate dal 1st e dal 2nd Battalion del 9th Marine Regiment, riuscì a stabilire in fretta un'efficace postazione difensiva. Il combattimenti si intensificarono, con le mitragliatrici leggere giapponesi che aprivano il fuoco ben nascoste nelle postazioni e coperte dai cecchini armati di fucili automatici posizionati sugli alberi. La Compagnia K si trovò in una posizione di stallo, con i soldati statunitensi impossibilitati ad avanzare. La forza giapponese si rinforzò con gli uomini provenienti dagli ultimi sbarchi. Alle 13:15 al 1st Battalion del 3th Marine Regiment, in quel momento rimasto in attesa, fu ordinato di attaccare. La Compagnia K fornì fuoco di copertura alla Compagnia B del 1st Battalion del 3th Marine Regiment, che avanzò lungo il fianco sinistro, attraversando i ranghi della Compagnia K, per entrare in combattimento con le forze giapponesi. La Compagnia C del 1st Battalion del 3th Marine Regiment avanzò invece dal fianco destro, con la Compagnia K che fu costretta a ritirarsi, riportando 5 morti e 13 feriti, 2 dei quali morirono in seguito. Le compagnie B e C, entrambe del 1st Battalion del 3th Marine Regiment, avanzarono sotto al comando del maggiore John P. Brody ma si scontrarono con postazioni giapponesi accuratamente occultate, trovandosi sotto al fuoco di mitragliatrici ed armi automatiche. Carri armati giunsero in aiuto delle truppe statunitensi, distruggendo le postazioni giapponesi e permettendo ai marines di avanzare. Nel tardo pomeriggio l'avanzata fu interrotta e fu dato il via al fuoco dell'artiglieria pesante, in preparazione ad un attacco su larga scala che sarebbe stato condotto dal'1st Battalion del 21st Marine Regiment contro le difese nemiche. Durante l'attacco le compagnie B e C aprirono a loro volta il fuoco, con i mortai, contro le postazioni giapponesi di fronte a loro. L'attacco dell'1st Battalion del 21st Marine Regiment, al comando del tenente colonnello Ernest W. Fry, Jr., fissato per le 17:00 fu rinviato al mattino successivo, l'8 novembre. Diverse unità di marines erano rimaste tagliate fuori dalla forza principale nel corso del primo giorno di combattimenti, con un plotone della Compagnia K caduto in un'imboscata giapponese mentre si muoveva nella regione del fiume Laruma e costretto a rifugiarsi verso l'interno. Il plotone si riunì col resto della forza principale 30 ore più tardi, riportando un ferito e uno scomparso ma non dopo aver inflitto un certo numero di vittime alla forza da sbarco nemica. Un'altra pattuglia dalla Compagnia M del 3rd Battalion del 9th Marine Regiment rimase sulla spiaggia, tagliata fuori dal resto delle forze statunitensi, intrappolata tra le due forze nemiche. Un ufficiale d'artiglieria, con la radio fuori uso, riuscì a raggiungere le linee statunitensi, riuscendo poi a dirigere il fuoco d'artiglieria contro la posizione giapponese posta a sinistra degli uomini della pattuglia della Compagnia M. La pattuglia riuscì così ad avanzare verso le linee amiche, solo per trovare la spiaggia bloccata dalle forze giapponesi che in quel momento stavano combattendo conto la Compagnia K. Gli uomini della pattuglia tracciarono una grande scritta sulla sabbia, che fu vista stata vista da un aereo statunitense, che riuscì a dare l'ordine di evacuazione, eseguito da due carri armati leggeri. I sessanta uomini, che durante i combattimenti riuscirono a uccidere 35 soldati giapponesi, furono evacuati con successo. Solo due marines rimasero feriti. Altri due gruppi di marines rimasero isolati durante i combattimenti lungo il perimetro della zona di sbarco. Un plotone del 1st Battalion del 3th Marine Regiment, che si era mosso lungo il fianco giapponese attraversando la giungla, fu superato dalla forza nemica senza essere osservato. Il plotone scelse dirigersi verso la spiaggia, invece di ripiegare verso l'interno, e combattendo riuscì a raggiungere la costa. Lì gli uomini pulirono le loro armi con il gasolio prelevato da una chiatta giapponese distrutta, per poi tornare nella giungla dove passarono la notte. La mattina dopo, gli uomini riuscirono ad attirare l'attenzione di un aereo statunitense, e nel giro di un'ora gli uomini furono recuperati da un carro armato leggero e scortati fino alle linee amiche. Un'altra unità, appartenente alla Compagnia B, rimase tagliata fuori dal resto del battaglione durante i combattimenti e trascorse la notte tra il 7e l'8 novembre dietro le linee nemiche senza essere scoperta. La mattina dell'8 novembre, dopo 20 minuti di fuoco di sbarramento preparatorio, fornito da cinque batterie di artiglieria assieme a mitragliatrici, mortai, e cannoni controcarro, il 1st Battalion del 21st Marine Regiment passò attraverso le linee dell'1st Battalion del 3rd Marine Regiment e andò all'attacco. La fanteria fu sostenuta da carri armati leggeri. Solo una parte dei soldati giapponesi presero parte alla battaglia. Al termine degli scontri si contarono 250 vittime tra le file giapponesi. I marines avanzarono per 1400 metri dentro la giungla, parallelamente al litorale, senza trovare alcuna opposizione. Quel pomeriggio fu istituita una linea di difesa dietro ad un'ampia laguna e furono mandate diverse pattuglie, ma nessuna entrò in contatto col nemico.
La mattina del 9 novembre l'area compresa tra la posizione dei marines ed il fiume Laruma fu bombardata e mitragliata da bombardieri in picchiata statunitensi, partiti dall'aeroporto di Munda in Nuova Georgia. Le pattuglie trovato i corpi di molti soldati giapponesi, che avevano trovato rifugio proprio nella zona del fiume Laruma. Non c'era più nessuna attività nemica sul fianco sinistro del perimetro, e a mezzogiorno dello stesso giorno il settore passò sotto al controllo del 148th Infantry Regiment della 37th Division, appena sbarcato sull'isola. Il battaglione del 9th Marine Regiment si spostò sul fianco destro, mentre il 1st Battalion del 3rd Marine Regiment si ritirò nella zona del 3rd Marine Regiment. Il 1st Battalion del 21st Marine Regiment rimase sul fianco sinistro, sotto al controllo del 148th Infantry Regiment, fino all'arrivo di nuove unità della 37th Division.

## Conseguenze
Il contro-sbarco giapponese, che aveva l'obbiettivo di distruggere la testa di ponte alleata, si risolse in un fallimento. La motivazione della sconfitta è da ricercarsi in un calcolo errato delle forze statunitensi, superiori a quelle stimate dai giapponesi. Degli 850 uomini inviati, solo 475 riuscirono a sbarcare. Di questi, oltre 250 rimasero uccisi ed i restanti si rifugiarono nella giungla. La maggior parte delle vittime giapponesi furono dovute al fuoco di sbarramento dell'artiglieria negli e agli attacchi aerei condotti tra il 7 e il 9 novembre. La scelta del luogo di sbarco fu infelice, era infatti molto vicino alla testa di ponte alleata, inoltre i giapponesi erano convinti di trovarsi più a est rispetto a Capo Torokina.
Al termine della battaglia, tra i soldati statunitensi si contarono 17 morti e 30 feriti.